# いのちの朝
『いのちの朝』（いのちのあさ）は、1961年7月1日に公開された、原作武者小路実篤の『暁』、阿部豊監督のホームドラマ映画である。本作は阿部豊最後の監督作品となった。

## あらすじ
自分が書きたいものだけを気ままに描いている画家の吉元小次郎であるが、そんな彼の絵は全く売れず、家は困窮していた。娘の冬子はそんな家を助けるために生命保険会社で働き始める。冬子は父に自分をモデルに肖像画を描くよう進言、やっと乗り気になった小次郎が描き始めるが、そんな折、冬子が画家の男からプロポーズを受ける。

## キャスト
- 芦川いづみ : 吉元冬子
- 宇野重吉: 吉元小次郎
- 高野由美 : 吉元純子
- 佐野浅夫 : 小田新二
- 小園蓉子 : 小田春子
- 萩原孝治 : 小田一郎
- 内藤武敏 : 沢辺泰
- 大森義夫 : 梅野竜之助
- 山岡久乃 : 大崎陽子
- 弘松三郎 : 講師
- 福田文子 : 村野家の女中
- 清水将夫 : 村野勇彦

## スタッフ
- 監督 ：阿部豊
- 脚色 ：須藤勝人
- 音楽 : 斎藤高順
- 撮影 : 峰重義
- 編集 : 井上親弥
- 企画 : 芦田正蔵、林本博佳
- 原作 : 武者小路実篤 : 『暁』